# Acadia
Acadia (en francés: Acadie) es el nombre dado a las antiguas colonias de Nueva Francia en las tres provincias marítimas de Canadá (Nueva Escocia, Nuevo Brunswick e Isla del Príncipe Eduardo) así como una parte de Quebec (sur de la península gaspesiana) y una muy pequeña porción de la isla de Terranova (provincia de Terranova y Labrador).

## Etimología
El origen del nombre «Acadia» es incierto. El término habría sido utilizado por primera vez en 1524 por el explorador al servicio de Francia Giovanni da Verrazano. Otra hipótesis quiere que el nombre «Acadia» provendría del micmac algatig y que designaría un lugar de campamento o incluso que provendría del malecita quoddy, que significaría ‘lugar fértil’. También se cree que el nombre derivaria del nombre de la región mesopotámica de Acad, que ahora también se conoce como «Acadia mesopotámica» para diferenciarla de la Acadia francesa canadiense.

## Historia
La región fue colonizada por primera vez por los franceses en 1604, pero los ingleses la reclamaron, en virtud de las exploraciones del navegante italiano Giovanni Caboto, en 1497 y 1498. Jacobo I Estuardo de Inglaterra concedió Acadia al poeta y político escocés sir William Alexander en 1621, pero el control sobre ella cambió varias veces de mano durante el posterior enfrentamiento anglo-francés por la supremacía en América del Norte. Los británicos obtuvieron el dominio de Acadia mediante el Tratado de Utrecht (1713), que puso fin a la guerra de sucesión española, con el que también consiguieron el dominio de Gibraltar, de la isla de Menorca y de otras posesiones del Imperio español.
En 1755, debido al nuevo inicio de la guerra con Francia (la fase norteamericana de la guerra de los Siete Años) y a las dudas acerca de la lealtad de los habitantes de Acadia, las autoridades coloniales británicas expulsaron a los acadios de sus tierras, les arrebataron sus propiedades y los dispersaron por las demás colonias británicas de América del Norte. La historia del exilio acadio fue relatada en el poema Evangeline (1847) del poeta estadounidense Henry Wadsworth Longfellow.
Muchos acadianos se exiliaron en el sur de los Estados Unidos. Una comunidad reside actualmente en el estado de Luisiana, donde todavía hablan su propia lengua, el francés cajún.